# 疏花康定点地梅
疏花康定点地梅（学名：Androsace limprichtii var. laxiflora）为报春花科点地梅属下的一个变种。

## 扩展阅读
- 維基物種上的相關：疏花康定点地梅